# Fissidens hebetatus
Fissidens hebetatus là một loài Rêu trong họ Fissidentaceae. Loài này được Catches. mô tả khoa học đầu tiên năm 1980.